# 中核都市
もしかして
- 中核市
- 中枢中核都市

のいずれかではありませんか？